# Orchestina simoni
Orchestina simoni là một loài nhện trong họ Oonopidae.
Loài này thuộc chi Orchestina. Orchestina simoni được miêu tả năm 1916 bởi Dalmas.